# 新旗昌洋行
新旗昌洋行是19世纪末和20世纪初香港和中国的主要贸易公司之一。

## 历史
1891年，当时远东的最大商业公司之一旗昌洋行（Russell & Co.）破产，其前雇员苏格兰人罗伯特·谢万及美国人查尔斯·亚历山大·托梅斯，利用原旗昌洋行的基础设施，于1895年创建新旗昌洋行（Shewan, Tomes & Co.）。公司在香港、广州、上海、天津、神户、伦敦和纽约设立办事处；并在厦门、福州、台湾、汉口、马尼拉和海峡殖民地拥有代理机构。新旗昌洋行的总部设于香港中环的圣佐治大厦。
公司基地设于广州，主要出口生丝、茶叶、地毯、爆竹、肉桂、大黄、茴芹、人参和藤；进口棉花、羊毛、玻璃、铁、钢、煤等商品。
業務擴展后成为青洲英坭等许多在华知名公司的总代理。 1901年参与创办中华电力 ，该公司仍然是香港現時两大电力供应商之一。